# Heinz Brauweiler
Heinz Brauweiler (* 1. Januar 1885 in Mönchengladbach; † 4. Oktober 1976 in Berlin) war ein deutscher Jurist, Schriftsteller und politischer Aktivist. Er ist nicht zu verwechseln mit dem zeitgleich wie er wirkenden Journalisten Ernst Brauweiler.

## Leben und Wirken
Brauweiler war der Sohn eines Landmessers. Er studierte Rechtswissenschaften in Bonn und Erlangen. Seit 1903 war er Mitglied der katholischen Studentenverbindung KDStV Ripuaria Bonn im CV. Um 1909 war er als Redakteur für die Zentrums-Parlaments-Correspondenz und dann von 1911 bis 1913 als Chefredakteur für die Westdeutsche Volkszeitung in Hagen tätig. 1913 wurde Brauweiler Chefredakteur beim Düsseldorfer Tageblatt, das als Organ des rechten Flügels der Zentrumspartei galt. In dieser Stellung wandte Brauweiler sich insbesondere gegen die Politik von Matthias Erzberger als Exponenten der Parteilinken.Quellenbeleg fehlt! Stattdessen plädierte er für eine verstärkte Neuausrichtung der Partei unter konservativen Vorzeichen.Quellenbeleg fehlt! Eindeutig Position bezog er im Düsseldorfer Tageblatt gegen die Presse des katholischen Integralismus.
Nach dem Ende des Ersten Weltkriegs begann Brauweiler sich in der jungkonservativen Bewegung zu engagieren, einer Strömung aus jüngeren Intellektuellen, die den Weimarer Staat ablehnten um stattdessen für andere, elitär ausgerichtete, Formen deutscher Staatlichkeit eintraten. Als führender Vertreter des Ständekonzepts betätigte Brauweiler sich erst im Juniklub und später im Herrenklub, zeitweise arbeitete er zudem mit Max Hildebert Boehm im Politischen Kolleg zusammen, einer Lehr- und Schulungseinrichtung nationalkonservativer Prägung, die vor allem in der ersten Hälfte der 1920er Jahre im rechten Lager recht wirkungsmächtig war. 
Von 1926 bis 1930 war Brauweiler Leiter der Politischen Abteilung des Frontsoldatenbundes Stahlhelm. In dieser Eigenschaft war er zugleich Herausgeber der Blätter für ständischen Aufbau. Ab 1930 setzte er sich für eine Zusammenarbeit des Stahlhelms mit der Regierung Brüning ein, konnte sich aber mit dieser Forderung nicht durchsetzen. Stattdessen wurde er durch eine Intrige des Flügels in der Stahlhelm-Führung um den Vizevorsitzenden Theodor Duesterberg aus seinem Amt entfernt.
Von 1932 bis 1933 lehrte Brauweiler dann als Dozent an der Deutschen Hochschule für Politik in Berlin. In den Jahren 1953 bis 1962 war Brauweiler Geschäftsführer des Katholischen Ausschusses in Berlin.
Ideologisch stand Brauweiler seit Ende der 1920er Jahre Carl Schmitt sehr nahe, dessen Ideen für eine Verfassungsreform er in Ring, der Zeitschrift des Herrenklubs, propagierte.
Brauweilers Nachlass wird im Stadtarchiv Mönchengladbach verwahrt.

## Schriften
- Deutsche und romanische Freimaurerei, 1916
- Die ständische Bewegung und die Landwirtschaft, 1922.
- Berufsstand und Staat. Betrachtungen über eine neuständische Verfassung des Deutschen Staates, 1925.
- Um den Faschismus. Kritische Betrachtungen, fünfteilige Artikelserie in: Der Ring 1 (1928), H. 34–39.
- Generäle in der Deutschen Republik, 1932.
- Sozialverwaltung, 1937.